# Santa Luzia do Norte
Santa Luzia do Norte is een gemeente in de Braziliaanse deelstaat Alagoas. De gemeente telt 7.572 inwoners (schatting 2009).